# Jean Antonin Léon Bassot
Jean Antonin Léon Bassot, född 6 april 1841 i Renève i Côte-d'Or, död 17 januari 1917 i Paris, var en fransk geodet.
Bassot studerade vid École polytechnique i Paris, tjänstgjorde som kapten under fransk-tyska kriget 1870–71 och inledde därefter i samarbete med general Perrier i de geodetiska arbeten, som förut påbörjats av krigsdepån. Han blev särskilt uppmärksammad för sina arbeten rörande den nya trianguleringen av Frankrike. Den berömda gradmätning, som utfördes i slutet av 1700-talet av Delambre och Méchain längs meridianen för Paris, hade genom arbetena för den nya kartan över Frankrike under Laplaces ledning visat sig vara bristfällig. Sedan den franska gradbågen 1861 förbundits i norr med den engelska och i söder med den spanska, kunde man framställa en plan till en stor gradmätningsbåge från Shetlandsöarna, genom Skottland, England, Frankrike, Spanien och ända till Saharas gräns, omfattande 28° eller nära en tredjedel av jordmeridiankvadranten. Det var dock nödvändigt att revidera franska gradbågen. Arbetena, som påbörjades i maj 1870 av kaptenerna Perrier, Penel och Bassot, återupptogs efter Frankfurtfreden (1871) och fullföljdes sedan utan avbrott ända till maj 1888 för trianguleringen och 1890–92 för basmätningen. Bassot deltog mycket aktivt i anordnandet av denna triangulering. År 1879 var han även en av medarbetarna åt general Perrier och spanske generalen Ibáñez i det stora företag, varigenom den geodetiska förbindelsen av Algeriet med Spanien utfördes. Bassot utförde observationerna vid den algeriska stationen Filhaoussen.
År 1882 sändes Bassot jämte Perrier och Defforges att observera Venuspassagen i S:t Augustine i Florida. Slutligen utförde han också trianguleringen i Algeriet till Daghouat och utsträckte därmed den engelsk-fransk-spanska gradmätningsbågen ända till gränsen av den algeriska öknen (1886). Sedan krigsdepån ombildats till den geodetiska avdelningen av Le Service géographique de l'armée och Bassot blivit chef för denna, bedrev han en omfattande vetenskaplig verksamhet. Han blev 1893 ledamot av Franska vetenskapsakademien och 1897 ledamot av Bureau des longitudes. Slutligen utnämndes han 1898 till chef för Le Service géographique de l'armée och 1899 till brigadgeneral. Det var under Bassots sistnämnda chefskap som den nya uppmätningen av gradbågen i Ecuador företogs och utfördes under ledning av sedermera general Bourgeois. Detta viktiga verk, som utgör en motsvarighet till den svensk-ryska gradmätningsexpeditionen på Svalbard, var ett återupptagande av den berömda gradmätning i Peru, som företogs av franska akademiker i början av 1700-talet. Efter ha lämnat denna befattning förestod Bassot observatoriet i Nice. Bassot skrev en mängd vetenskapliga avhandlingar, bland annat en bestämning av longitudsdifferensen emellan Paris och Madrid (1891), utförd tillsammans med spanske forskaren Esteban. Bassot var från 1903 till sin död president i Internationella geodetiska associationen och presiderade vid dess 14:e konferens i London, varvid han uttalade sitt stöd för Edvard Jäderins basmätningsmetod, som då prövats såväl på Spetsbergen som vid franska gradmätningen i Ecuador.